# شلالات كاسكات ديل سيريو
شلالات كاسكات ديل سيريو أطول شلالات إيطاليا، وأحد الشلالات الرئيسة في أوروبا. تقع على بعد نحو 100 كيلومتر من ميلان، قُرْب قرية فالبونديون (بالإيطالية: Valbondione)‏، في وادي سيريانا الأعلى في محافظة لومباردي مقاطعة بيرجامو شمال إيطاليا.
تتكون هذه الشلالات من ثلاث خطوات أساسية هي 166, 74 و75 متر على التوالي، لتتدفق سويةً بمعدل هبوط 315 متر (أكثر من 1000 قدم).
إنّ الشلالات تتشكل بواسطة نهر سيريو على مسافة قصيرة من مصدرِ النهر في جبال ألب البيرجامو.

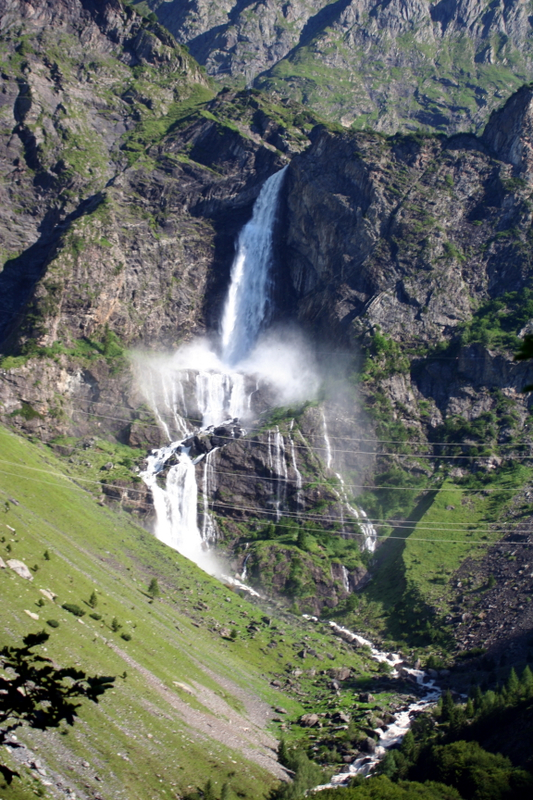
شلالات كاسكات ديل سيريو

## تاريخ
الشلالات أُغلقت في عام 1931 عندما بُني سد باربيللينو (بالإيطالية: Barbellino)‏ ، وتم تشكيل الخزانِ المعروف بلاجو دي باربيللينو. افتتحت الشلالات ثانية في عام 1969. ومنذ ذلك الحين تُفتح الشلالات للزوار أربعة أو خمسة أيام سنوياً.

## الأسطورة
هناك أسطورة تروي عن سيدة في القرية أحبّت راعي، وهي كانت غيورة جداً من خطيبته، لذا أَسرتها وسجنتها في قلعة. بدأت البنت المسكينة بالبُكاء، وفيضان الدموع تحوّلَ إلى السيول التي أنشأت الشلالات.

## أيام افتتاحية 2008
الأيام الافتتاحية ل2008:
- 15 يونيو/حزيران: 11.00 صباحاً إلى 11.30 صباحاً.
- 19 يوليو/تموز: 9.30 مساءً إلى 10.00 مساءً.
- 24 أغسطس/آب: 11.00 صباحاً إلى 11.30 صباحاً.
- 21 سبتمبر/أيلول: 11.00 صباحاً إلى 11.30 صباحاً.

‌